# كورت ري
كورت ري (10 ديسمبر 1923 سويسرا سويسرا - ) هو لاعب كرة قدم سويسري يلعب كمدافع، شارك في كأس العالم لكرة القدم 1950.

## روابط خارجية
- كورت ري على موقع قاعدة بيانات كرة القدم.إي يو (الإنجليزية)
- كورت ري على موقع ناشيونال فوتبول تيمز (الإنجليزية)
- كورت ري على موقع Soccerway.com (الإنجليزية)
- كورت ري على موقع عالم كرة القدم.نت (الإنجليزية)